# Ostwaldsche Stufenregel
Die Ostwaldsche Stufenregel besagt, dass ein System nicht von einem energiereichen Zustand unmittelbar in den energetisch günstigsten Zustand übergeht, sondern meist eine oder mehrere metastabile Zwischenstufen einnimmt. Die Regel wurde Ende des 19. Jahrhunderts durch Wilhelm Ostwald aufgestellt.
Die Regel kann sowohl auf chemische Reaktionen als auch auf physikalische Vorgänge angewendet werden. So gehen Stoffe beim Kristallisieren aus der Schmelze nicht sofort in die stabilste feste Modifikation über, sondern in eine, welche bezüglich ihrer Freien Energie der Schmelze am nächsten sind. Durch monotrope Umwandlung können die energieärmeren Modifikationen erreicht werden. Zusätzlich gilt oft die Ostwald-Volmer-Regel, nach der bei energetisch ähnlichen Systemen zunächst die Modifikation mit geringerer Dichte bevorzugt wird. So scheidet zum Beispiel Phosphor bei der Abkühlung aus der Dampfphase zunächst metastabilen weißen Phosphor ab, der sich langsam in den dichteren roten Phosphor umwandelt.
Die Ostwaldsche Regel besitzt keine universelle Anwendbarkeit. Unter bestimmten Bedingungen werden die möglichen Zwischenstufen übersprungen und es bildet sich sofort die stabilste Phase beziehungsweise das Endprodukt einer Reaktion.
Genauere Untersuchungen zeigen, dass i. d. R. solche Zwischenstufen vorkommen, die auf dem Reaktionsweg
strukturell naheliegend sind.